# 쇼러너
쇼러너(영어: showrunner), 또는 TV 프로그램 총괄 책임자는 텔레비전 제작에서 그날그날의 총책임을 지는 사람을 가리키는 말이다. 전통적인 표현으로는 이그제큐티브 프로듀서로 불렸다.

## 같이 보기
- 텔레비전 프로듀서
- 각본가